# Sisplac
Sisplac je gradska četvrt u Puli koja administrativno pripada Mjesnom odboru Sv. Polikarp-Sisplac.
Sisplac je sa sjeverozapada ograničen Valkanama, sa sjevera Sv. Polikarpom, s istoka Verudom, s jugoistoka Valsalinama, a s juga i jugozapada Jadranskim morem (uvala Zelenika i Gortanova uvala).
Iako danas većina Puljana uzima zdravo za gotovo naziv Sisplac, te ih većina ne zna što on znači, etimologija riječi povezana je s iskrivljenim njemačkim izrazom Schiessplatz koji označava streljanu. Doista, za vrijeme austrijske uprave u tom je dijelu grada postojala streljana koja je služila kao vježbalište za brojne vojnike i časnike smještene u Puli.